# Pantelis Kapetanos
Pantelis Kapetanos (n. 8 iunie 1983, Ptolemaΐda, Epir-Macedonia de Vest⁠(d), Grecia) este un fost fotbalist grec, care a jucat pe postul de atacant. A evoluat pentru CFR Cluj din luna ianuarie a lui 2011, după ce se despărțise de clubul Steaua București, club la care a revenit în 2013. De-a lungul carierei, acesta a evoluat numai pentru echipe grecești, începând fotbalul la clubul din Kozani, continuând la Iraklis Salonic, unde a stat trei sezoane și jumătate și continuând cu AEK Atena, pentru care a jucat doi ani și jumătate. La AEK Atena a marcat un gol cu capul pe terenul formației scoțiene Hearts, contribuind astfel la calificarea echipei elene în UEFA Champions League. În ultimul sezon jucat la AEK, nu a evoluat decât pentru 63 de minute, fără a înscrie vreun gol. Este fratele mai mare al lui Kostas Kapetanos, tot fotbalist.

## În România
Pe data de 8 iulie 2008, Pantelis Kapetanos s-a alăturat echipei conduse pe atunci de Marius Lăcătuș, fiind liber de contract. Jucătorul a semnat o înțelegere pe un singur sezon cu roș-albaștrii, cu opțiune de prelungire pe încă doi ani. Primul său meci în Liga I a fost înfrângerea Stelei împotriva celor de la FC Vaslui, în prima etapă a ediției 2008-2009 din Liga 1. Primul meci pentru Steaua în Liga Campionilor a fost tot o înfrângere administrată de Bayern München. A marcat primul său gol pentru Steaua în meciul câștigat de roș-albaștri la Constanța cu 4-1, meci în care a obținut și o lovitură de la unsprezece metri, transformată de Janos Szekely. În etapa următoare, Janos Szekely i-a întors serviciul, centrându-i grecului la ultimul gol marcat de Steaua în poarta celor de la Gaz Metan Mediaș, într-o altă victorie obținută la scor.
În meciul cu CS Otopeni, de pe teren propriu, a reușit să marcheze golul egalării Stelei, în ultimul minut de joc, după o centrare venită din partea lui Dorin Goian. Odată cu schimbarea lui Marius Lăcătuș cu Dorinel Munteanu, Kapetanos a devenit titular în echipa Stelei, iar în marele derby cu Dinamo a reușit să deschidă scorul, într-un meci disputat chiar în Ștefan cel Mare. A mai ratat o mare ocazie de gol, trimițând mingea în bară, însă până la urmă Dinamo a egalat.
A fost golgheterul echipei în cele două sezoane petrecute la Steaua, în stagiunea 2008-2009 marcând 11 goluri, pentru ca în 2009-2010 să înscrie 15 goluri și să fie al doilea golgheter al campionatului. Grație performanțelor de la Steaua, Kapetanos a ajuns și în naționala Greciei, pentru care a debutat în martie 2010, într-un amical împotriva Senegalului.

## Performanțe internaționale
A jucat pentru echipele Steaua București, AEK Atena și CFR Cluj în grupele UEFA Europa League și UEFA Champions League, contabilizând 6 meciuri în cea de-a doua competiție.

## Reîntoarcerea la Steaua
Când a fost readus la Steaua, Kapetanos a declarat că s-a întors „acasă”. La debutul la Steaua antrenată de Reghecampf, în meciul cu Săgeata Năvodari, el a marcat o „dublă”, primul gol fiind marcat din penalti.Mai are o dublă și din meciul cu Avântul Bârsana, scor 4-0.